# Сунгарийская наступательная операция
Сунгарийская операция (9 августа — 2 сентября 1945) — фронтовая наступательная операция советских войск 2-го Дальневосточного фронта, составная часть Маньчжурской стратегической наступательной операции. Основной целью этой операции было содействие войскам Забайкальского и 1-го Дальневосточного фронта в разгроме японской Квантунской армии. В результате проведения этого наступления советские войска полностью освободили от японцев северную и северно-восточную части Маньчжурии.

## Расстановка сил

### СССР
Сунгарийскую операцию проводил 2-й Дальневосточный фронт (под командованием генерала армии М. А. Пуркаева) во взаимодействии с Амурской военной флотилией (под командованием контр-адмирала Н. В. Антонова). К началу операции в состав 2-го Дальневосточного фронта входили 2-я Краснознамённая, 15-я и 16-я армии, 5-й отдельный стрелковый корпус, 10-я воздушная армия и Приамурская армия ПВО (всего 333 тыс. чел., 5988 орудий и миномётов, 72 реактивно-миномётные установки, 917 танков и САУ, 1260 самолётов). Амурская военная флотилия насчитывала 12,5 тыс. чел., 126 кораблей, около 200 орудий и миномётов и 68 самолётов.

### Япония
Армии СССР противостояли следующие японские войска: на сунгарийском и жаохэйском направлениях — соединения 1-го фронта Квантунской Армии и Сунгарийская речная военная флотилия, на цицикарском направлении — соединения 4-й отдельной армии. На линии фронта протяжённостью 2130 километров вдоль северной и восточной границ Маньчжурии японская армия имела Сахалянский, Суньуский, Синшаньчжэнский, Фуцзиньский, Сунгарийский и Жаохэйский укреплённые районы.

## Ход операции
Советская армия планировала нанести основной удар силами 15-й армии во взаимодействии с 2 бригадами Амурской военной флотилии вдоль реки Сунгари на город Харбин и вспомогательные удары силами 5-го отдельного стрелкового корпуса во взаимодействии с бригадой флотилии из Бикина на Жаохэ, Баоцин и силами 2-й Краснознамённой армии совместно с Зее-Бурейской бригадой и отдельным дивизионом флотилии из района Благовещенска на Цицикар. Тем самым командование советской армии планировало расчленить Квантунскую армию и уничтожить её по частям. 16-я армия совместно с Северной Тихоокеанской военной флотилией, Камчатским оборонительным районом и Петропавловской военно-морской базой должна была оборонять западное побережье Татарского пролива, Северный Сахалин и Камчатку, при этом готовя наступление на юге Сахалина и высадку десанта на Курильские острова.
9 августа войска 15-й армии и 5-го отдельного стрелкового корпуса, а 10 августа войска 2-й Краснознамённой армии перешли в наступление. С помощью Амурской военной флотилии, высадившей ряд десантов на занятых японцами берегах (Фуюаньский десант и ряд других) они форсировали Амур и Уссури. Наступление прошло успешно, и уже через три дня советские войска очистили от японской армии весь правый берег Амура. 10-13 августа советские войска прорвали Фуцзиньский, Жаохэйский и Сахалянский укреплёные районы, после чего началось продвижение вглубь Маньчжурии. 15-й армия наступала по обоим берегам Сунгари, но углубившись в горно-таежную и болотистую местность практически без дорог, утратила высокий темп наступления. Тогда к наступлении были привлечены корабли Амурской военной флотилии. Они несли на борту усиленные передовые армейские отряды и высаживали десанты, обеспечивали их действия артиллерийской поддержкой, и перебрасывали на усиление передовым отрядам основные силы наступавших войск. При этом, несмотря на уверенное продвижение советских войск, на отдельных участках проходили упорные бои.
14 августа 15-й армия захватила Синшаньчжэнский укрепленный район, а уже 17 августа совместно с Амурской военной флотилией был захвачен Цзямусы. Также 14 августа 5-й отдельным стрелковым корпусом был захвачен Баоцин. Далее этот корпус стал продвигаться к Боли, обеспечивая наступление 15-й армии с юга. 15-18 августа соединения 2-й Краснознамённой Армии захватили Суньуский укрепленный район и сам город Суньу, где взяли в плен японский гарнизон с 20 тысячами солдат. К 20 августа войска 2-й Краснознамённой Армии преодолели горный хребет Малый Хинган, продолжая развивать наступление на Цицикар. 19 августа Амурская военная флотилия и 632-й стрелковый полк овладели Иланью. 20 августа 15-я армия вступила в Харбин, который уже был захвачен воздушным десантом и военной флотилией. Таким образом к 20 августа план, большей частью, был реализован, и войска в оставшееся время операции подавляли отдельные очаги сопротивления.

## Итоги операции
В результате этой операции советские войска нанесли поражение войскам 4-й отдельной армии и 1-го фронта Квантунской армии, захватили около 266 тыс. пленных, 286 орудий, 86 танков, большое количество другой боевой техники и боеприпасов, освободили от японцев северную и северо-восточную части Маньчжурии. Сунгарийское наступление внесло большой вклад в победу советских войск в советско-японской войне, приблизив окончание Второй мировой войны.